# 慕永太
慕永太（1951年9月—），山东省龙口市文基乡慕家村人。中华人民共和国政治人物。

## 生平
1982年9月，在山东大学学习。1984年9月，任蓬莱县委副书记。1987年任海阳县委副书记、县长。1991年7月，任中共莱阳市委书记。1997年11月，任山东省农业委员会副主任。2000年9月，任山东省农业厅党组成员、省畜牧办公室主任。2008年10月，任山东省农业厅党组成员、山东省畜牧兽医局局长。2010年5月，任山东省农业厅巡视员。2011年10月14日，离职。